# Ignacy Zenon Soszyński
Ignacy Zenon Soszyński (ur. 9 listopada 1914 w Binkowie, zm. 26 września 1987 w Hanowerze) – polski przedsiębiorca, założyciel i właściciel Zakładu Produktów Aromatycznych i Kosmetycznych Inter-Fragrances w Poznaniu.

## Życiorys
W 1937 roku założył pierwszą wytwórnię perfumeryjną Marsylianka w Poznaniu, która nie przetrwała czasów II wojny światowej. W latach 1937–1945,  wraz z bratem Lucjanem, założył kolejno cztery firmy w największych miastach Polski – Poznaniu, Warszawie i w Łodzi – produkujące i sprzedające wody kolońskie oraz perfumy.
W 1947 roku ożenił się z Zofią Idzikowską, z którą miał dwie córki oraz syna. W 1958 roku wyjechał do pracy do Grasse we Francji, gdzie w fabryce olejków eterycznych i perfum, przez pół roku zdobywał doświadczenie związane z produkcją i handlem artykułami zapachowymi. Ze zdobytą wiedzą założył rok później w Paryżu własny zakład, w którym zaczął produkować flakoniki z perfumami oznaczonymi etykietą „Givoris”. Część produkcji była wówczas eksportowana do Polski.
Po wygaśnięciu wizy zamieszkał w 1962 roku w Maroku, gdzie spędził 14 lat. W 1965 roku miał dość środków, by założyć własną firmę „Somapar”, a na początku kolejnej dekady skupił akcje firmy „Fragrances Floral”. Działalność w Maroku przyniosła sukces i Soszyński stał się bardzo zamożny, zarobione środki inwestował m.in. w nieruchomości w Casablance. W 1977 roku postanowił wrócić do Polski z powodu pogorszenia warunków do prowadzenia biznesu w Maroku; było to spowodowane zarządzonym przez króla Hasana II unarodowieniem przemysłu.
Przygotowania do założenia firmy odbywały się od 1977 roku w Polsce, a 20 grudnia 1978 r. uzyskała zezwolenie na wykonywanie rzemiosła przez osobę zagraniczną, wydane przez Urząd Wojewódzki w Poznaniu. Przedsiębiorstwo rozpoczęło działalność gospodarczą jako firma polonijna 1 stycznia 1980 roku. Założył także kilka innych firm produkujących m.in. koncentraty, kosmetyki, meble:
- Frutaroma w Krakowie – październik 1982 r.
- Oceanic w Gdańsku – październik 1982 r.
- Herbarom w Orzeszu – lipiec 1983 r.
- Mazowsze w Pułtusku – lipiec 1983 r.
- Eurobenelux – marzec 1986 r.

Koncern Soszyńskiego szybko poszerzał ofertę, dobrze trafiając w oczekiwania klientów, dzięki czemu szybko stał się liderem rynku. Część z nich funkcjonuje do dziś (Inter-Fragrances, Oceanic, Frutaroma).
W latach 80. firma Inter-Fragrances nawiązała współpracę w zakresie produkcji kosmetyki białej z firmą Helena Rubinstein Inc., a w latach 90. wprowadzała na rynek i była wyłącznym dystrybutorem na rynku polskim marki Dior, Cartier, Juvena, La Prairie, Carolina Herrera, Christian Lacroix, Rene Furterer, Lalique. Na zlecenie firm Dior, Coty i Schwarzkopf przedsiębiorstwo Inter-Fragrances prowadziło produkcję w zakładach w Przeźmierowie.
Popyt na kosmetyki Inter-Fragrances sprawił, że Soszyński zlecił produkcję firmie zewnętrznej Miraculum. Taki model biznesu przez ówczesne władze potraktowany był jako przestępstwo, wynikiem czego było aresztowanie Soszyńskiego. Oskarżony o spekulację, spędził 48 godzin w areszcie, zatrzymano mu też paszport. Po oczyszczeniu z zarzutów wyjechał do Niemiec w 1985 roku.
Zmarł 26 września 1987 roku w Hanowerze, planując powrócić jeszcze do ojczyzny.